# Arycanda alternata
Arycanda alternata är en fjärilsart som beskrevs av W. Warren 1902. Arycanda alternata ingår i släktet Arycanda och familjen mätare. Inga underarter finns listade i Catalogue of Life.